# كأس بلغاريا 2011–12
كأس بلغاريا 2011–12 (بالبلغارية: Купа на България по футбол 2011/12)‏ هو الموسم 90 من كأس بلغاريا. أقيم خلال الفترة 19 أكتوبر 2011 وحتى 16 مايو 2012، وأشرف على تنظيمه اتحاد بلغاريا لكرة القدم، وكان عدد الأندية المشاركة فيه 42، وفاز فيه نادي لودوغورتس رازغراد.